# Москаленко Георгій Митрофанович
Георгій Митрофанович Москаленко (24 липня 1938, Одеса — 10 квітня 2021, Буча) — український громадський діяч, дисидент та політв'язень, учасник національно-визвольного руху, який разом із Віктором Куксою вночі 1 травня 1966 встановив на даху головного корпусу Київського інституту народного господарства український національний прапор.

## Життєпис
Народився у сім'ї портового робітника й кухарки. 1944 року, уникаючи обстрілу сім'я перебралася в с. Якимів Яр Ширяївського району Одеської області, де отримав початкову освіту. З 1955 року працював слюсарем-сантехніком на будівництві в Києві, 1957–60 служив у війську.
У 1962 році закінчив вечірню школу та вступив на вечірній відділ Київського інституту народного господарства (КІНГ), під час навчання працював майстром у Київському спеціалізованому управлінні № 521.

## Сім'я
- Дружина Віра Григорівна Матейко з Чернігівщини
- Сини: Олег (1966), Роман (1972) й Олександр (1973)

## Подвиг

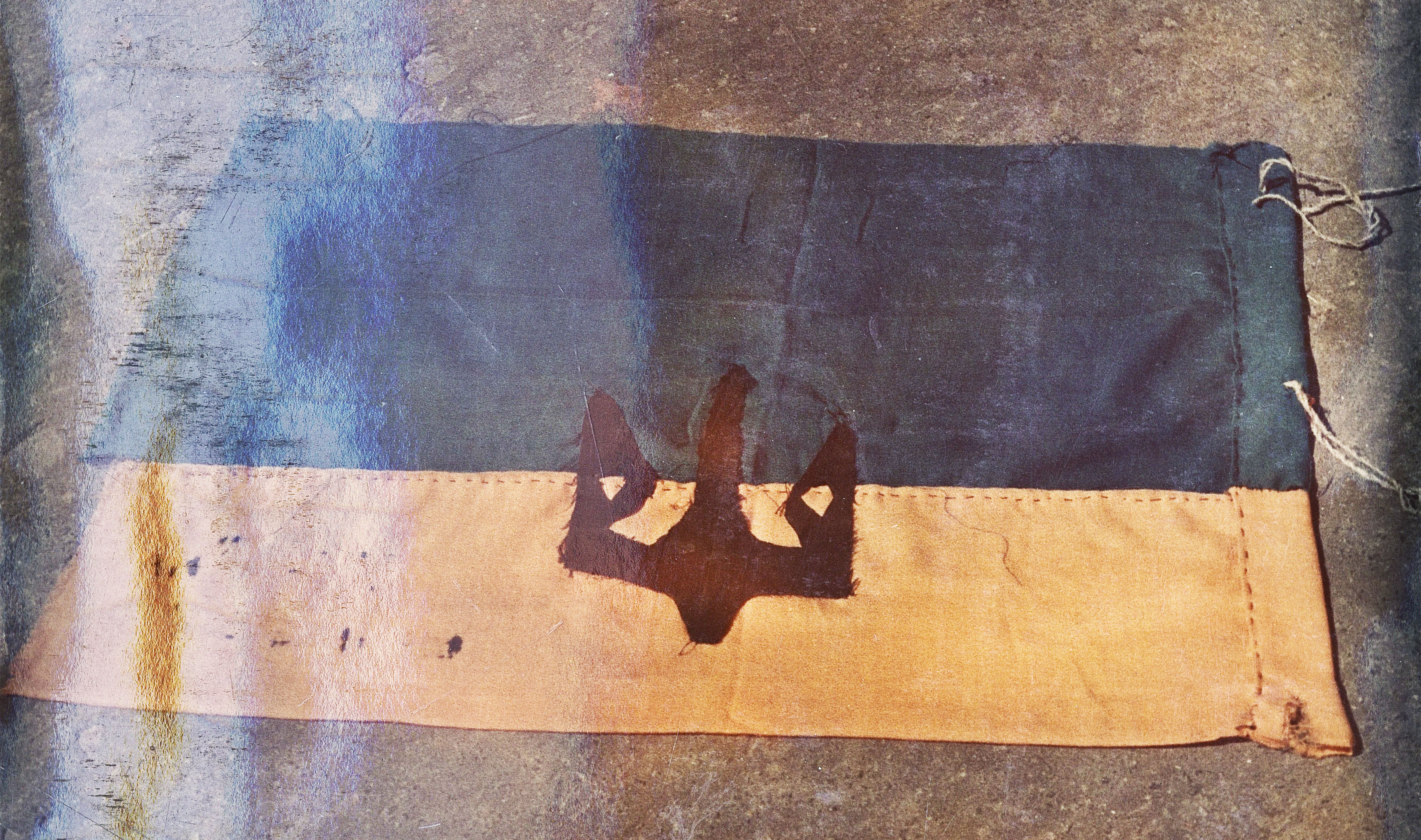
Зворотний бік прапора

В ніч проти 1 травня 1966 року Москаленко разом із товаришем по гуртожитку Віктором Куксою на даху Київського інституту народного господарства встановили синьо-жовтий прапор.
Місце було обране з огляду на те, що в тому районі вранці формувалися колони демонстрантів. Жовто-блакитний прапор був пошитий з двох жіночих шарфів. З грошей УНР скопіювали національний герб, вирізали його з чорної матерії і нашили на прапор. Друкованими літерами, чорнилом на прапорі було дописано: «Ще не вмерла Україна, Ще її не вбито. ДПУ». Москаленко стояв на сторожі біля пожежної драбини з самопалом, Кукса виліз на дах, зрізав кухонним ножем червоний прапор і натомість прив'язав синьо-жовтий.
О 6:30 двірник інституту Володимир Минович Литвиненко під час огляду території помітив синьо-жовтий прапор. Він повідомив про це вахтера, який викликав секретаря партійної організації інституту Романа Костюка та проректора Костянтина Капустіна. Ті віднесли прапор до парткому, звідки Костюк викликав представника міліції. На виклик прибув співробітник КДБ Київської області лейтенант Іванов, який забрав полотнища червоного та синьо-жовтого прапорів. О 10:30 до інституту прибула слідча група під керівництвом лейтенанта Берестовського, що з криміналістом оглянув місце та склав протокол. Лейтенант КДБ Берестовський порушив кримінальну справу за «посягання на територіальну цілісність УРСР».
В Київського інституту народного господарства був посилений студентський склад сексотами та проведенню письмових диктантів серед студентів, щоб виявити почерки, максимально наближені до стилістики напису на синьо-жовтому прапорі. Наприкінці 1967 року вжиті заходи дали позитивний результат: слідство вийшло на організаторів вивішування синьо-жовтого прапора.

## Засудження
Григорій Москаленко та Володимир Кукса були заарештовані 21 лютого 1967 р. Вироком Київського обласного суду на закритому засіданні було визнано винним у проведенні антирадянської агітації і пропаганди за ч. 1 ст. 62 КК УРСР та у виготовленні та зберіганні вогнепальної зброї (самопал, ст. 222, ч. 1 і 3) і засуджено в сукупності до 3 років позбавлення волі в таборах суворого режиму. Г.Куксу — за тією ж ч.1 ст. 62 та за носіння холодної зброї — кухонного ножа, ч. 2 ст. 222, — до 2 років. Покарання відбував у таборі № 11, станція Явас, Зубово-Полянський район, Мордовська АРСР, та в таборі № 19, сел. Лєсний, де українці становили три чверті контингенту.

## Реабілітація
Звільнившись 1970 р., з труднощами влаштувався сантехніком, пізніше був бригадиром, майстром, виконробом. У 1973 році отримав квартиру за адресою: смт. Буча, Нове шосе, 13, кв.100. У 1990-х роках брав участь у рухові за незалежність. 1990-95 рр. був депутатом Бучанської селищної Ради. Член ДемПУ з 1990 року.
Постановою Пленуму Верховного Суду України від 20.05.1994 р. судові рішення в частині засудження Москаленка Г. М. і Кукси В. І. за ст. 62 ч. 1 КК УРСР скасовано, а кримінальну справу в цій частині переведенням закрито на підставі п.2 ст. 6 КПК України за відсутністю складу злочину. Але він і надалі вважався засудженим за ч. 2 ст. 222 КК УРСР, на підставі ст. 42 КК УРСР на 2 р. позбавлення волі у виправно-трудовій колонії загального режиму.
18 березня 2002 р. в Києві В. О. Кравченко створив Громадський комітет (згодом Громадська організація) "За реабілітацію «першотравневої двійки», який поставив за мету домогтися повної реабілітації Москаленка, Кукси та інших репресованих з політичних мотивів, але засуджених за кримінальними статтями.
Указом Президента України від 18 серпня 2006 Москаленко нагороджений орденом «За мужність» І ступеня. 26 січня 2007 року Ухвалою спільного засідання Судової палати у кримінальних справах та Військової судової колегії Верховного Суду України вирок Київського обласного суду від 31 травня 1967 та ухвалу судової колегії в кримінальних справах Верховного Суду України УРСР від 4 липня 1967 в частині засудження Москаленка за чч. 1, 2 ст. 222 КК УРСР скасовано, а справу в цій частині закрито за відсутністю в його діях складу злочину на підставі п. 2 ч. І ст. 6 КПК України.

## Пам'ять
- 16 листопада 2006 року на будівлі 1-го корпуса КНЕУ, над якою був піднятий прапор, встановлено меморіальну дошку в пам'ять про геройський вчинок Москаленка та Кукси[4].
- 23 серпня 2021 року, у День Державного Прапора України, напередодні 30-річчя Незалежності, у Бучі відкрито меморіальну дошку Георгію Москаленку на будинку, у якому він жив з 1973 року до кінця життя, за адресою Нове Шосе, № 13[2][8].